# Graeme Macrae Burnet
Graeme Macrae Burnet (né en octobre 1967) est un écrivain écossais dont les romans ont remporté plusieurs prix. Il a également écrit occasionnellement pour The Guardian, The Observer et Le Monde. Son premier roman, The Disappearance of Adèle Bedeau, lui a valu le prix du nouvel écrivain du Scottish Book Trust en 2013, et son deuxième roman, L'Accusé du Ross-Shire (2015), a été présélectionné pour le Man Booker Prize en 2016,,. Son troisième roman, The Accident on the A35, fait suite àThe Disappearance of Adèle Bedeau.  The Guardian a décrit les romans de Burnet comme des expérimentations sur un genre littéraire qui pourrait être appelé « faux true crime ». En juillet 2022, son roman Case Study (2021) a été présélectionné pour sur la première liste de sélection (« long list ») du prix Booker.

## Vie privée
Graeme Macrae Burnet est né à Kilmarnock, en Écosse, en 1967. Il est diplômé en littérature anglaise et en sécurité internationale des universités de Glasgow et de St Andrews. Après ses études, il a passé quelques années à enseigner l'anglais comme langue étrangère à Prague, Bordeaux, Porto et Londres, avant de retourner à Glasgow et de travailler pendant huit ans pour diverses chaînes de télévision indépendantes.